# Marina Skugariewa
Marina Skugariewa, ukr. Марина Вадимівна Скугарєва (ur. 2 marca 1962 w Kijowie) – ukraińska malarka, jedna z reprezentantek „Nowej Fali” w sztuce współczesnej.

## Życiorys
Jest córką reporterki Olgi Garitskajej i architekta Władima Skugariewa. 
W 1974 artystka zaczęła naukę w Kijowskiej Republikańskiej Szkole Artystycznej. W 1981 ukończyła szkołę Dzhemal Dagestan Art School. W latach 1982–1988 studiowała we Lwowskim Państwowym Instytucie Sztuki Dekoracyjnej i Stosowanej im. Iwana Trusza, w departamencie wzrornictwa tkanin. 
W 1988 wyszła za malarza Olega Tistola i opuściła Moskwę razem z nim i malarzem Konstantinem Reunowem i malarką Janą Bystrową. Mieszkali i pracowali na skłocie „Furmanny Lane”, a później na „Trehprudny Lane”, gdzie znajdowała się słynna „Galeria na Trehprudny Lane”, założona przez Konstantina Reunowa i Awdeja Ter-Oganjana.
W maju 1992 Marina Skugariewa i Oleg Tistol otrzymali stypendia z funduszu Christoph Merian Stiftung w ramach programu wymiany kulturalnej i wyjechali do Bazylei, gdzie mieszkali do 1993. W Szwajcarii uczestniczyli w kilku wystawach z Gią Japaridze i André Clémentem.
Od 1993 Marina Skugareva mieszka i pracuje w Kijowie.

## Twórczość

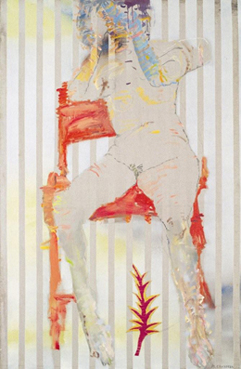
Akt „Trujący bluszcz” 160x180 cm, olej na płótnie, haft, 1992

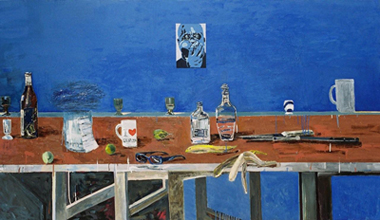
Martwa natura „Radio-gramofon” 80x180 cm, olej na płótnie 2000

Od końca lat 80. XX w. regularnie uczestniczy w wystawach sztuki współczesnej w Kijowie, Moskwie, Warszawie, Bazylei, Berlinie, Odensie. Jej prace wpisują się w „Nową Falę”– ruch, który przypisuje swoją sztukę postmodernizmowi, aktualizując tradycyjną sztukę ukraińską swoją estetyką.
Jednym z głównych tematów twórczości Skugariewy jest naga postać ludzka w przestrzeni. Dla artystki temat ten wyrasta z tradycji ekspresjonizmu, ekspresja Mariny to nie tylko widzialne emocje, ale także pokazanie jej światopoglądu, poszukiwanie „innego punktu widzenia”. 
Jej wczesne prace, jak np. „Nocturnal Kiev” (1988), „Der Vogel” (1990), „Trujący Bluszcz” (1992), bliskie są malarstwu z nurtu transawangardy. Malarka używa charakterystycznej techniki, która pojawia się już w jej pierwszych pracach – haftowany fragment jak ptak, kwiat, ludzka twarz. Haft może być mylącym aspektem sztuki Skugariewy. Często w sztuce współczesnej techniki ludowe, uważane za kobiece, są używane do podkreślania kwestii płci i mówienia o redystrybucji ról, której czas już dawno nadszedł. Główną techniką Skugariewy jest haft, który jest charakterystyczny dla Ukrainy, choć wśród jej prac znaleźć można również gobeliny. W 1996 artystka stworzyła serię portretów bliskich wyhaftowanych na poszewkach na poduszki, które zwykle traktowane są jako rodzaj amuletów i bardzo intymny dowód twórczej atmosfery środowiska artystki. Jednocześnie haftowane poszewki na poduszki to także hołd dla historii i tradycji wsi ukraińskiej, gdzie stosy poduszek wciąż uważane są za symbol dobrobytu i obfitości. Tak więc interpretacja dzieł Skugariewy jest wieloznaczna. 
Inną możliwą interpretacją twórczości artystki może być to, że weszła ona w „walkę o piękno stereotypu” – tak nazywa się niepisany manifest artystki, a także męża Mariny, Olega Tistola i Vinny'ego Reunowa. W ramach tego „manifestu" autorzy badali autentyczne szczegóły, zalety i wady oraz upodobania społeczeństwa ukraińskiego i oświetlali je w swojej sztuce.
Od połowy lat 90. XX w. Skugariewa pracuje nad projektem martwych natur – „Stoły”. Malarka przekształca podłużne płótna („Ronald”, „Radiogramofon”, „Wiadomości wieczorne”), malując na nich długie, prawie puste stoły z portretami postaci wiszącymi na ścianie ponad meblami.
Dziwna przestrzeń, w której rzeczywistość ukazana jest z różnych punktów widzenia artystki, charakteryzuje jej projekty „Pejzaże” i „Drogi” (2004–2009). Kompozycje konstruowane są na zasadzie „spojrzenia z okna samochodu”. W wyniku dystansu, jaki pojawia się między naturą a obserwującym ją człowiekiem, natura traci naiwność ograniczoną formatem obrazu. Na tych obrazach nie ma postaci ludzkich; świat jest opuszczony, wyraźnie beznamiętny, a jednocześnie nasycony i wielowartościowy. 
W 2007 Marina Skugariewa zaprezentowała projekt rysunków „Dobre gospodynie”. Rozwija w nim temat nagiej postaci w przestrzeni, akcentując nowe elementy. Skugariewa drukowała zrzuty ekranu z tematycznych forów kobiecych, na których dyskutantki rozmawiały o relacjach z mężczyznami, kwestiach macierzyństwa, codziennych trudnościach i innych ekscytujących tematach. Na zrzutach ekranu artystka rysowała nagie kobiece ciała. Wiele krytyków twierdzi, że Skugariewa podjęła projektem temat uprzedmiotowienia kobiecego ciała, napiętnowania macierzyństwa i stereotypizacji kobiecych ról. Artystka jednak nie deklaruje się jako feministka i twierdzi, że tymi pracami starała się pokazać piękno prostych codziennych chwil, gloryfikować je bez dramatyzacji. 
Marina Skugariewa, stale przebywając w towarzystwie męża i jego współpracowników, doświadczała ich pomysłów i stylu. Przenikały do jej pracy. Tym samym dzięki słuchaniu i obserwowaniu artystce udało się wpisać w kontekst sztuki współczesnej, na nowo przemyśleć oryginalne narodowe symbole i tradycje. Jednocześnie, jak mówi Skugariewa, obecnie pracuje głównie sama i tworzy swoje prace raczej intuicyjnie, nie opierając się na koncepcjach, których wymaga dzisiejszy rynek sztuki. Jej mąż zajmuje się komunikacją i strategią.

## Nagrody
- 1995 laureatka nagrody „Wielkie Ukraińskie Artystki”[5]

## Kolekcje
- Muzeum Sztuki w Zaporożu, Ukraina
- Moskiewski Dom Fotografii, Rosja
- SK Johnson Kiev Corp., Ukraina
- Galeria Miejska w Odense, Dania
- Fundusz Christoph Merian Stiftung, Bazylea, Szwajcaria[4]